# Yee Naaldlooshii
Yee Naaldlooshii (Kožohodači), bića iz priča Indijanaca Navaho čije ime doslovno znači 'oni koji hodaju na sve četiri'. U kožohodače se mogu preobraziti ’ánt’įįhnii (navaški oblik vještica) ili zlonamjerni šamani koji su dostigli najviši stupanj svećenstva, takozvani clizyati, ili "čisto zlo", a da bi do toga došli morali su počiniti čin ubijanja bliskog krvnog rođaka (sestra, brat, majka, otac), incest, ili nekrofiliju.  
Kožohodači (Skinwalkeri) su dobili ime po tome što hodaju na sva četiri uda. Oni poput vukodlaka imaju krzno životinje u koju su se pretvorili: kojot, lisica, vuk, orao, sova ili vrana. Mogu se glasati glasom odabrane životinje, imitirati glas nekog rođaka ili dijeteta da bi namamili žrtvu jer ne mogu ući u ničiji dom bez poziva. Pripisuje im se i mogućnost čitanja tuđih misli, izazivanja bolesti i smrti.
Na temu kožohodača snimljen je i istoimeni film ,a jedan ranč u Utahu dobio je ime po njima Skinwalker Ranch.